# Azacyclonol
Azacyclonol (tên thương mại Ataractan, Calmeran, Frenoton, Frenquel, Psychosan), còn được gọi là γ- pipradrol, là một loại thuốc không hoạt động; một tác nhân làm giảm ảo giác ở những người tâm thần. Nó cũng được gọi là thuốc an thần và thuốc chống loạn thần, mặc dù những định nghĩa này không chính xác vì nó không thực sự sở hữu những tính chất như vậy. Mặc dù là một đồng phân vị trí của pipradrol, nó không phải là chất kích thích tâm thần, và thay vào đó có tác dụng trầm cảm nhẹ.
Thuốc được giới thiệu ở châu Âu vào giữa những năm 1950 để điều trị bệnh tâm thần phân liệt có khả năng vì nó được tìm thấy để làm giảm tác dụng gây ảo giác chủ quan của LSD và mescaline ở người. Tuy nhiên, do hiệu quả lâm sàng kém và hỗn hợp  nó không bao giờ được chấp nhận rộng rãi và cuối cùng đã bị ngưng sử dụng.
Azacyclonol còn được gọi là diphenylmethanolpiperidine và là cấu trúc mẹ của thuốc kháng histamine fexofenadine và terfenadine. Terfenadine sản xuất azacyclonol như một chất chuyển hóa hoạt động chính.
Nó được tạo ra bởi sự bổ sung 4-bromopyridine của organometallic vào benzophenone, sau đó là quá trình hydro hóa xúc tác của hệ thống vòng dị vòng pyridine với piperidine tương ứng.